# Backlök
Backlök (Allium oleraceum) är en växtart i släktet lökar och familjen amaryllisväxter.

## Beskrivning
Backlöken och dess nära släkting sandlök (Allium vineale) utmärks av en tät samling yngelknoppar (bulbiller) i blomställningen. Deras blad är ofta redan vid blomningstiden förvissnade. Yngelknopparna är däremot starkt xerofila och uthärdar torka, och kan för växtens förökning helt ersätta frön. Detta blir också fallet, då själva blommorna ofta blir mycket få eller slår fel. Som backlökens igenkänningstecken märks de två hölstren med lång, smal spets; sandlöken känns säkrast igen på de treflikiga ståndarsträngarna, som är något längre än kalkbladen.

## Utbredning och habitat
Backlöken växer på torra ställen, på grus och berghällar, sällan på ängsmark. Backlökens geografiska utbredning i Norden sammanfaller på ett anmärkningsvärt sätt med vårlökens, sandlökens med ramslökens.

## Galleri

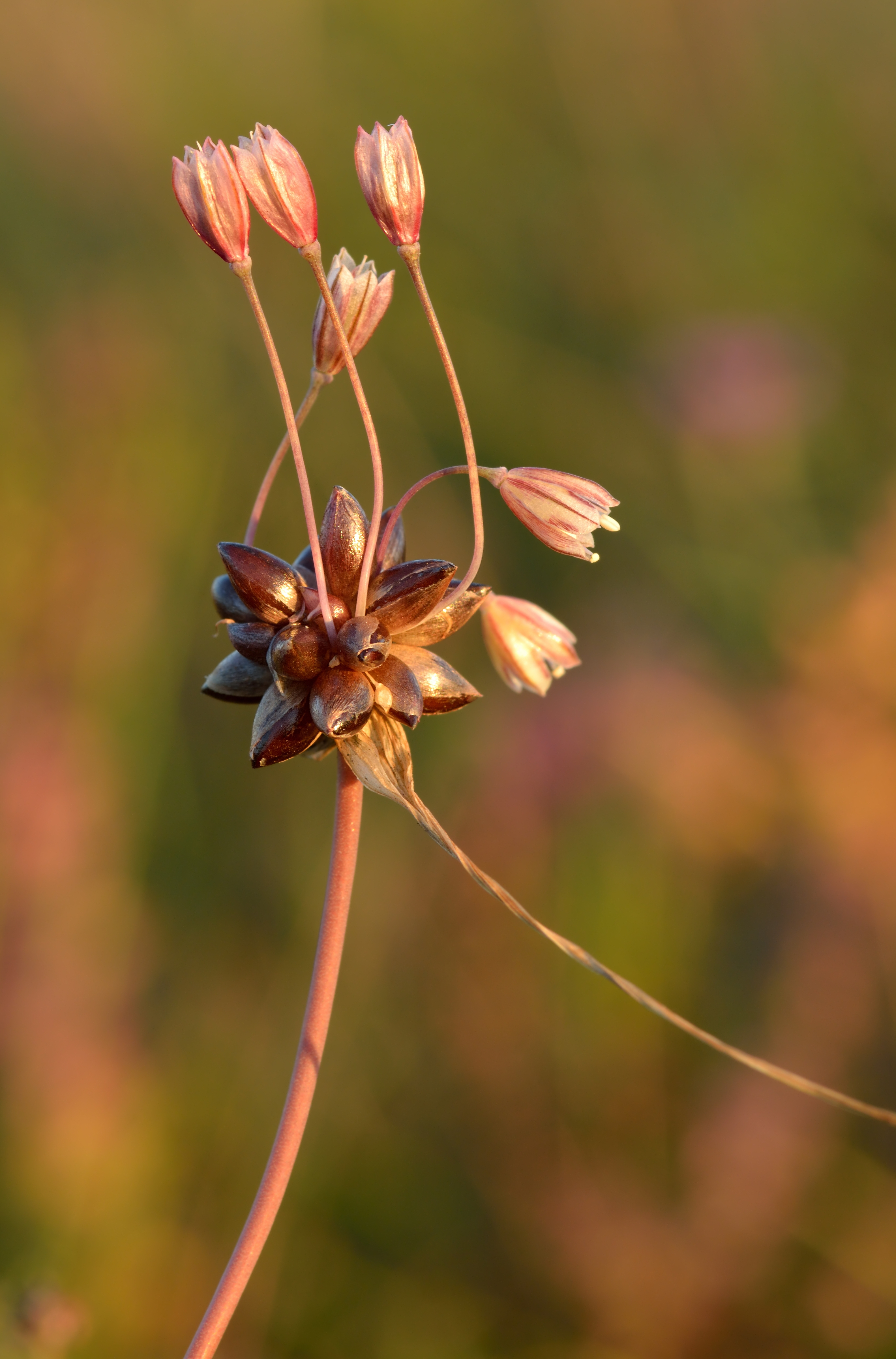
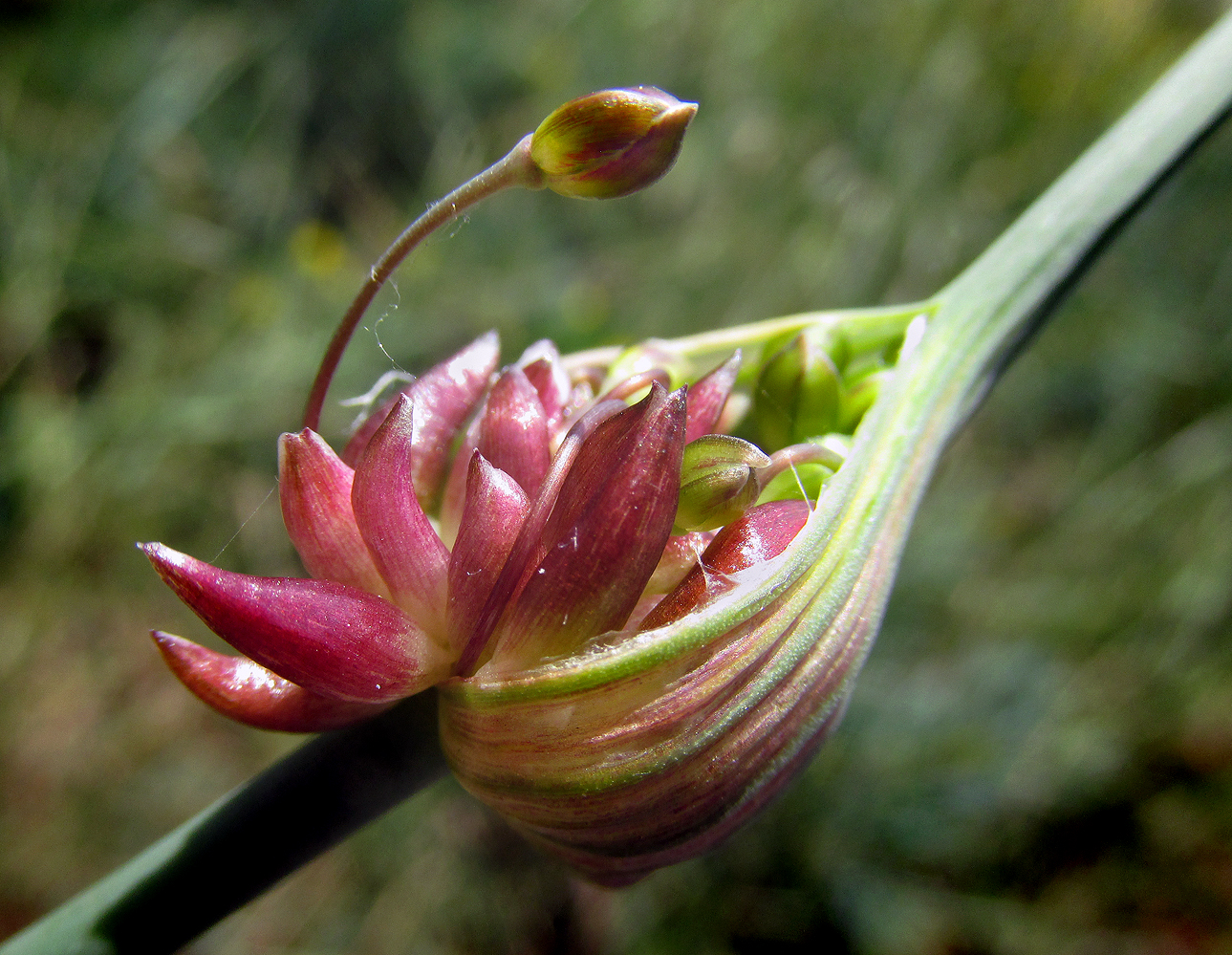
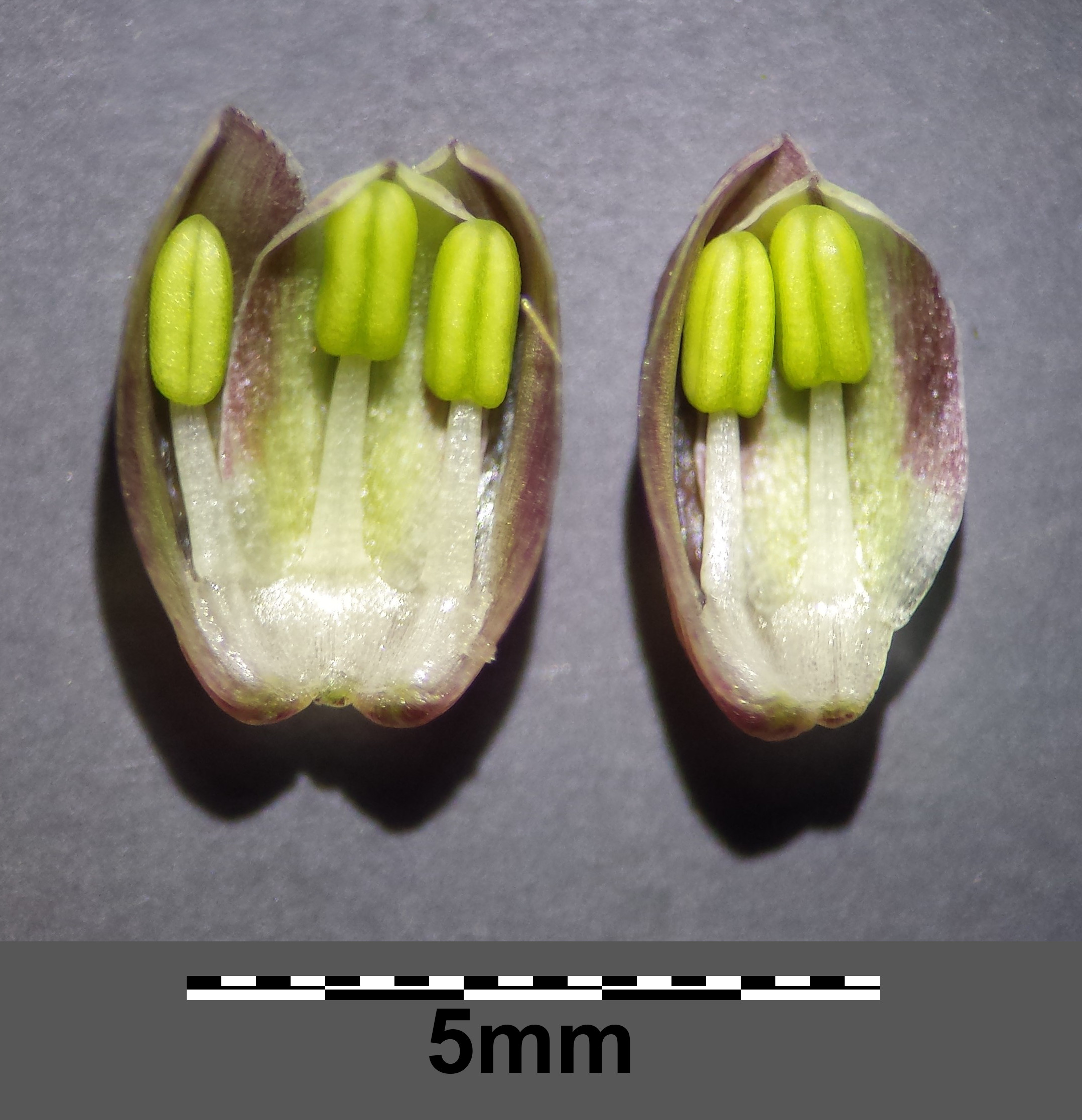
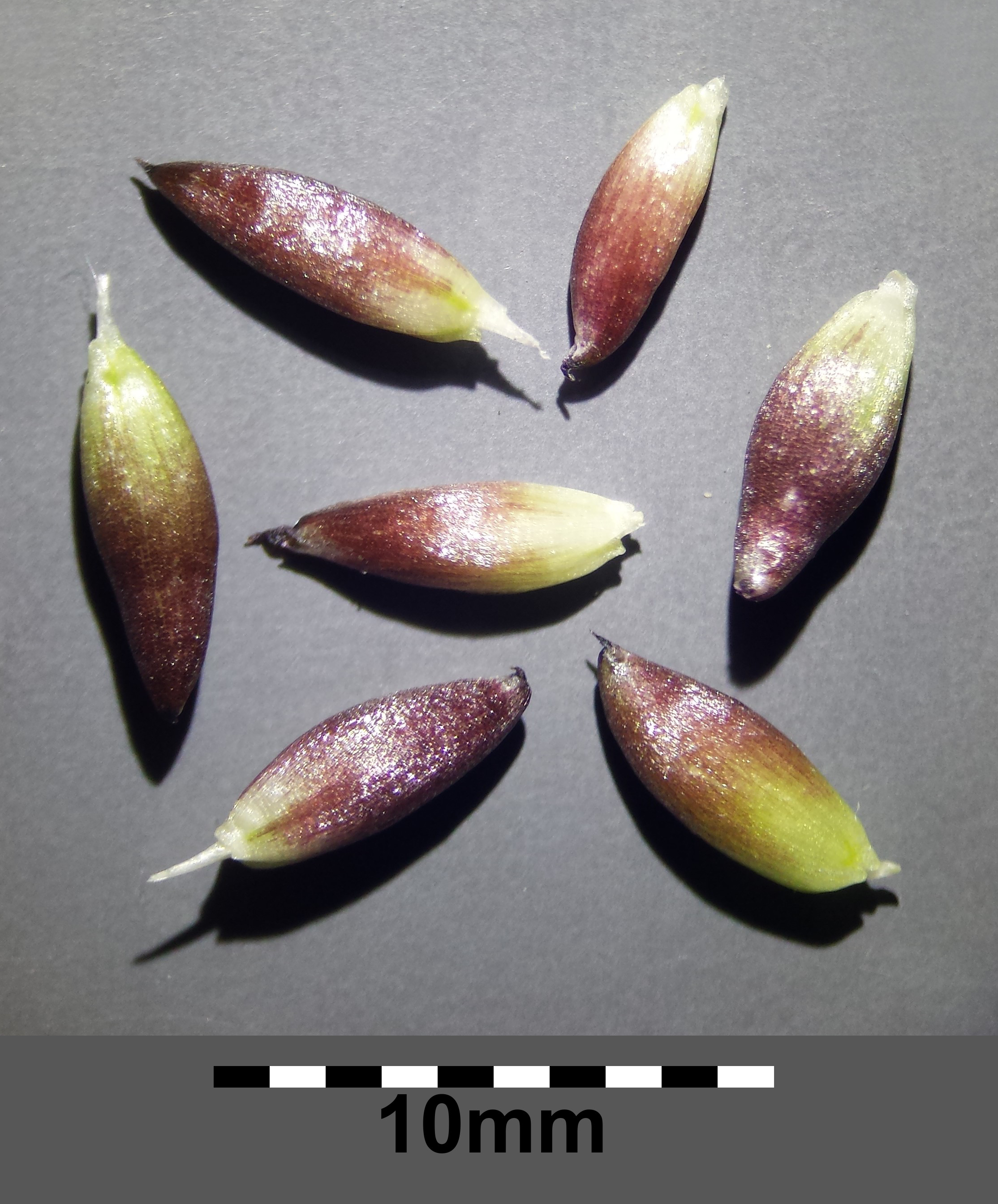
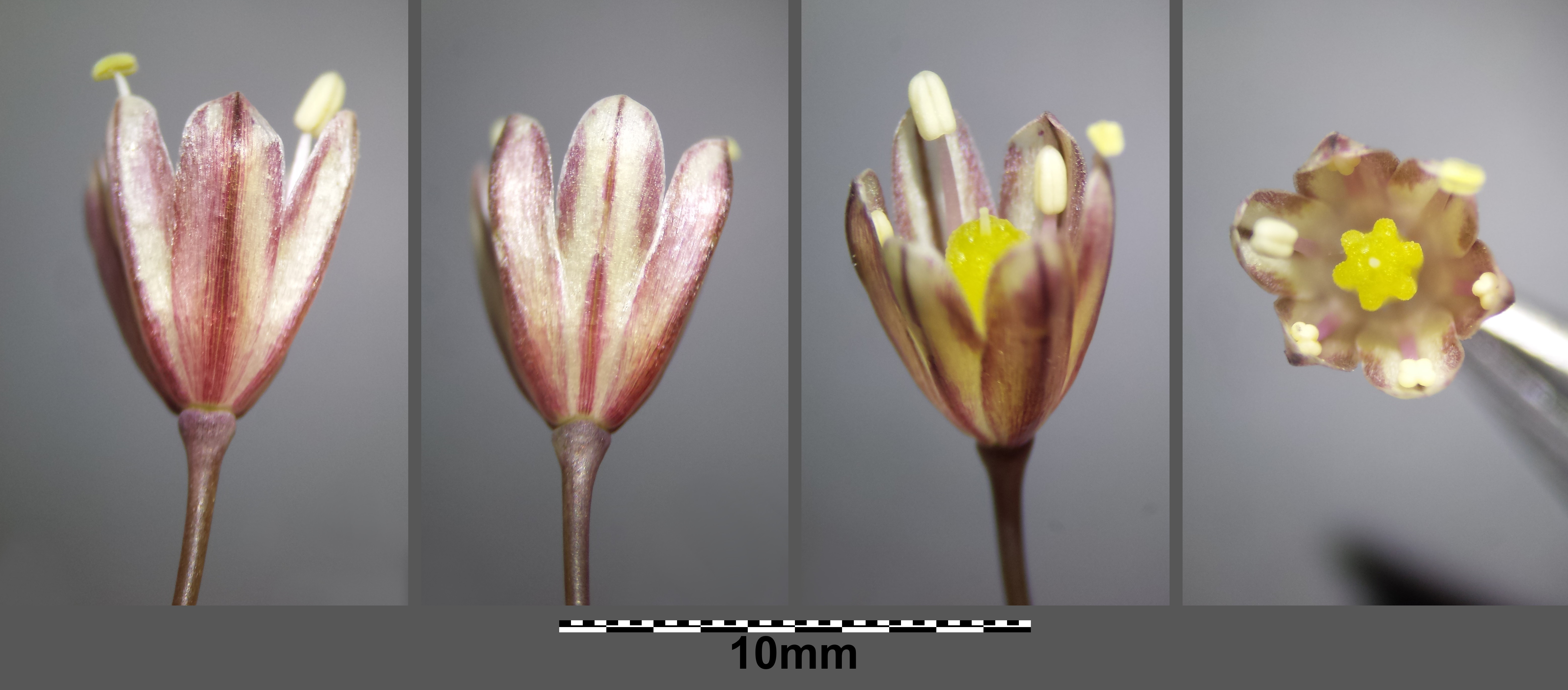